# 新湘路街道
新湘路街道，是中华人民共和国湖南省湘潭市湘乡市下辖的一个乡镇级行政单位。

## 行政区划
新湘路街道下辖以下地区：
北正街社区、红仑社区、新港社区、湖南湘铝有限责任公司社区、壕塘社区、梅坪社区、长桥社区、城西村、白托村、湘乡茶场村、湘乡园艺场村和湘乡畜牧场村。